# حصار تونينغ
حصار تونينغ هو اسم لمعركتين حدثتا أثناء حرب الشمال العظمى لحصن تونينغ في منطقة هولشتاين-غوتورب - حليفة الإمبراطورية السويدية. في المرة الأولى، أُجبرت الدنمارك-النرويج على فك الحصار في 1700، ولكن جمعت قوة من ائتلاف مضاد للسويد وحاصرت المدينة في 1713–1714 ونجحت في السيطرة عليها.